# Сулиотски планини
Сулиотските планини (на гръцки: Όρη Σουλίου) са планинска верига в областта Су̀ли на Епир. Простират се по протежение на Йонийско море западно от Томарос на територията на три нома - Теспротия, Янина и Превеза.
Най-висок връх – Алисо̀с (Вриза̀хос), 1613 m.